# SigN (音楽ユニット)
SigN（サイン）は、日本の音楽ユニット。

## 概要
株式会社Rebrastに所属する作曲家の早川博隆とShogoによるクリエイターユニット。Flower、板野友美など女性シンガーを中心としたJ-popアーティストへの楽曲提供を行っている。

## 提供した主な楽曲

### SigN
iDOL Street
- w-Street NAGOYA- きっとFor You!（作詞・作曲・編曲）
- FUKUOKA はかたみにょん★ - アイ?ウォンチュー（編曲）
- SENDAI Twinkle☆moon - レスキュー・君に夢中（編曲）

アイドルマスター ミリオンライブ！
- Sweet Sweet Soul（BERABOWと共作曲）

板野友美
- 白黒（作曲）

X4
- 三日月（作曲・編曲）
- Lost Game（作曲・編曲）
- Killing Me（テレビ朝日系全国放送『BREAK OUT』2015年10月度OP、読売テレビ『キューン!』2015年10月度ED、J:COMテレビ『J-エンタ』2015年10月度ED[1]）（Additional Arrange）

加治ひとみ
- April 8（作曲・編曲）
- ワガママ（作曲・編曲）
- Sweet memory（作曲・編曲）

GOLD RUSH
- Goin’on（日本テレビ『ミュージックドラゴン』2014年9月度ED、小学館『ファンタジスタステラ』イメージタイアップソング[2]）（作曲・編曲）

私立恵比寿中学
- matsuriture（作曲・編曲）

Jammy
- Weekend（作詞・作曲・編曲）

GEM
- きっとFor you（作曲・編曲）

SLOTH
- Next Stage（編曲・プロデュース）

Dancing Dolls
- 恋のメモリー（作詞・作曲）

超新星
- YOU（作詞・作曲・編曲）

Tina chloe
- Beautiful World（作詞・作曲）

電音部プロジェクト
- Where is The Love（作詞・作曲・編曲）
- Love me harder（作詞・作曲・編曲）
- IAM（作詞・Tsubasaと共作編曲）

中村彰宏 feat. Le petite fleurie
- Next to U(U-NEXT『月刊ドルネク』エンディングテーマ)（作曲）

7cm
- Babyときめいて（作詞・作曲）

バリキュン!!
- キラキラした明日へ（作曲）

FUNCTION 6ch
- Change my world（アニメ『カード・バトルZERO』OP）（作曲・編曲）

藤社優美
- Only you（編曲）

Flower
- Spring Has Come（作曲）

ブレイク☆スルー
- とりあえず聴いて下さい orz（Additional Arrange）
- No…（作詞・作曲・編曲）
- 朽ちろリア充（作曲・編曲）
- Answer is One（作詞・作曲・編曲・コーラス）
- DES (feat.irony)（作曲・編曲・Sound Coordinate）

マリーンズ カンパイガールズ
- カンパイ娘（作曲・編曲）

山碕薫太
- She Devil（Vocal Direction・Recording・Mixing・Mastering）
- 夜空（作詞・作曲・編曲・Vocal Direction・Recording・Mixing・Mastering）
- Never End（Vocal Direction・Recording・Mixing・Mastering）
- Love of my life（作曲・編曲・Mixing）
- I love you（Mix）

ゆいかおり
- Rainy Day（作曲・編曲）

Rita
- Cross My Heart（『ワンド オブ フォーチュン2 FD ～君に捧げるエピローグ～』ED）（作曲・編曲）

### 早川博隆
IZ*ONE
- ご機嫌サヨナラ（渡邉俊彦と共編曲）
- 好きになっちゃうだろう? (IZ*ONE Ver.)（Belexと共編曲）- アルバム「COLOR*IZ」「Twelve」に収録。
- Waiting（渡邉俊彦と共編曲）

アイドルマスター ミリオンライブ！
- Special Wonderful Smile（中原徹也と共作詞、関根佑樹と共作曲）
- 旅立ちのコンパス（半田彬倫と共作曲）
- DIAMOND JOKER（作詞・Tsubasaと共作編曲）
- 絵羽模様（作曲・柿迫ヒカルと共編曲）
- 電波感傷（作曲・編曲）

Aqours
- SKY JOURNEY（作編曲）

AZALEA
- 卒業ですね（作曲）

AKB48グループ
- AKB48
  - Teacher Teacher（陽向佑斗、Belexと共作曲・Belexと共編曲）

- NGT48
  - 出陣（尋木ヒロと共作編曲）

- STU48
  - 僕たちはシンドバッドだ（吉田司と共作曲・編曲）

KARAKURI
- Winning Day（作編曲）

学園アイドルマスター
- The Rolling Riceball（Recording Director）
- 冠菊（河原レオと共作曲）
- Ride on Beat（田中龍志、柿迫ヒカルと共作曲・柿迫ヒカルと共編曲）
- つよつよ最強エクササイズ（Sound Director for Instrument Recorded）

CANDY TUNE
- ナナイロプロローグ

STARTO ENTERTAINMENT関連
- 宮舘涼太
  - Moon（Gustav Mared, Shogoと共作曲）

電音部プロジェクト
- 外神田文芸高校（アキバエリア）
  - 桃源郷コンダクター（Chorus Arrangement、Vocal Direction）
- 港白金女学園（アザブエリア）
  - EDGE OF LINEN（作曲・Tsubasaと共編曲）
  - Home Coming（宇都圭輝と共作編曲）
- OKINI☆PARTY'S（シンサイバシエリア）
  - NANIMONO（天才凡人シマダと共作曲）
- Ma'Scar'Piece（シモキタザワエリア）
  - Ma’Scar'Piece（作詞・柿迫ヒカルと共作曲）

FRUITS ZIPPER
- ぴんきーれっど（渡邉俊彦と共作編曲）
- すーぱーかれんたいむ！（大山恭子と共作詞、Tsubasaと共作編曲）
- 虹（Shogoと共作詞作曲）

SWEET STEADY
- ぱじゃまぱーてぃー！（柿迫ヒカルと共作曲）
- ぐっじょぶ！（小池竜暉と共作詞作曲）

CUTIE STREET
- ハッピー世界！（大山恭子と共作詞・瀧澤純一と共作曲）
- かわいいだけじゃだめですか？（渡邉俊彦と共作編曲）

Cutenka!
- ッ突破型人生計画（渡邉俊彦と共編曲）

Crossover&Co.
- farewell（編曲）

KOBerrieS♪
- ありがとう〜Dear パパ ママ〜（編曲）

最弱無敗の神装機竜VI
- Against “Profile”（編曲）

ザ・コインロッカーズ
- 憂鬱な空が好きなんだ（村山シベリウス達彦と共作曲）

Task have Fun
- 「クーリングオフはできません！」（作詞・編曲）

DA PUMP
- All 2 You（小高光太郎、UiNAと共作曲・小高、Belexと共編曲）

22/7
- 今年 初めての雪（古峰拓真と共編曲）

乃木坂46
- 風船は生きている（三好翔太と共編曲）
- 忘却と美学（作曲）
- 帰り道は遠回りしたくなる（渡邉俊彦と共編曲）

≠ME
- サマーチョコレート（杉原亮と共編曲）

PRODUCE 48
- 好きになっちゃうだろう?（Belexと共に編曲） - 日韓オーディション番組「PRODUCE 48」デビュー評価アルバム「PRODUCE 48 - FINAL」に収録。

PiXMiX
- Brightness（HULKと共作曲）

ふぇありーているず!
- Sky is the limit(cry cry cry)(作詞・作曲)
- Bachelor(作詞・作曲・編曲)

ミス・モノクローム（堀江由衣）
- カラフル（編曲）

ラクエンロジック
- My dearest Hero（編曲）

Lead
- Zoom up（作曲）

Le☆S☆Ca
- タンポポ（編曲）